# Modas & Bordados
Modas & Bordados fue una revista femenina portuguesa que estuvo en circulación entre 1912 y 1977 dirigida al público femenino de las clases media y alta portuguesa. Era un suplemento del diario portugués O Século. Fue considerada una de las revistas femeninas más influyentes del siglo XX. La redacción y los talleres de impresión de la revista estaban ubicados en la Rua de O Século, número 43, en Lisboa. El suplemento inicialmente oscilaba entre 8 y 12 páginas y costaba 2 reales.

## Historia
La primera directora de la revista fue Isabelle Gazey de Carvalho (conocida como Madame de Carvalho) y el editor Álvaro António García. Inicialmente, la revista tuvo una gran acogida, y buscaba cautivar a una audiencia de clase media que aspiraba a replicar la forma de vida de los más pudientes.
A mediados de la década de los años 1920, Madame de Carvalho dejó de asumir las funciones de directora, siendo reemplazada por un breve período por Helena de Aragão. Posteriormente, la nueva encargada de la publicación pasó a ser Carolina Homem de Christo, que introdujo algunos cambios en la revista en cuanto a formato y contenido. La publicación empezó a contener más secciones.
En octubre de 1926, Carolina Christo dejó la dirección de la revista por motivos de salud. A partir de 1928, por recomendación de Ferreira de Castro, María Lamas asumió el cargo de directora, agregando contenido intelectual a la revista y presentando temas relacionados con una nueva representación de la mujer, a través de la incorporación de temas sociales directamente asociados con las mujeres, y buscando el cuestionamiento de su posición en la sociedad portuguesa tradicional y conservadora durante el Estado Nuevo. Decidió crear el Correio da Joaninha en 1937, donde, bajo el seudónimo de Tia Filomena, se encargó de responder al correo sentimental de Modas & Bordados. El nombre del suplemento también se cambió a Modas & Bordados. Vida Feminina, con la idea de acercarse y abordar los problemas reales de las mujeres portuguesas.
Con la dimisión de Maria Lamas, fue Etelvina Lopes de Almeida quien asumió la dirección de la revista en 1947. La dirección de Etelvina Lopes de Almeida estuvo marcada principalmente por un cambio en el tipo y forma de presentación de la publicidad. Así, apareció en la revista, por ejemplo, publicidad para automóviles y anuncios en el campo de la higiene femenina.
En 1974, la publicación pasó a formar parte de la Empresa Pública dos Jornals Século e Popular. Al año siguiente, María Antónia Fiadeiro asumió la dirección. La publicación sufrió varios cambios tanto en la temática como en su nombre, pasando a ser Mujer, Modas y Bordados.
Durante los dos años siguientes, y hasta el cierre definitivo de la revista, se presentaron artículos sobre la condición social de la mujer, abordando temas como el aborto o la anticoncepción y entrevistas con mujeres en la política nacional.
El 6 de febrero de 1977, Manuel Alegre, secretario de Estado de Comunicación Social, decretó la suspensión de la revista ante la ausencia de beneficios.

## Personalidades
La revista dio a conocer la obra de la poetisa Florbela Espanca cuando, en marzo de 1916, publicó el soneto Crisantemos. A partir de ese momento, Espanca colaboró frecuentemente con la revista, con sonetos para su publicación.